# Buenamadre
Buenamadre település Spanyolországban, Salamanca tartományban. Buenamadre Garcirrey, La Fuente de San Esteban, Pelarrodríguez, El Cubo de Don Sancho és Aldehuela de la Bóveda községekkel határos. Lakosainak száma 109 fő (2024).

## Népesség
A település népessége az elmúlt években az alábbi módon változott:
| Lakosok száma | 184  | 160  | 160  | 151  | 144  | 134  | 133  | 127  | 119  | 109  |
|               | 2001 | 2004 | 2007 | 2009 | 2012 | 2014 | 2017 | 2019 | 2022 | 2024 |